# Columbo: Mord in eigener Regie
Mord in eigener Regie (Originaltitel: Make Me a Perfect Murder) ist eine erstmals auf NBC gesendete Episode der Kriminalfilm-Reihe Columbo aus dem Jahr 1978. Die deutschsprachige Erstausstrahlung der dritten Folge der siebenten Staffel folgte 1984 im Ersten Deutschen Fernsehen. Die US-amerikanische Schauspielerin Trish Van Devere verkörpert als Fernsehproduzentin Katherine Freestone die Gegenspielerin von Inspektor Columbo, dargestellt von Peter Falk.

## Handlung
Mark McAndrews leitet die Niederlassung eines großen Fernsehsenders an der Westküste. Als er von seinem Vorgesetzten Frank Flanagan in die Zentrale nach New York City befördert wird, rechnet sich Katherine Freestone, ebenfalls leitende Mitarbeiterin des Senders, gute Aufstiegschancen für ihre berufliche Karriere aus. Doch McAndrews beabsichtigt, seine ambitionierte Assistentin und heimliche Geliebte weder mitzunehmen noch als Nachfolgerin vorzuschlagen, weil sie seiner Ansicht nach noch nicht über die notwendige Entscheidungskompetenz verfüge. Zur Beschwichtigung überreicht er ihr die Autoschlüssel für einen Mercedes 450 SL mit personalisiertem Nummernschild als Abschiedsgeschenk, was ihre Wut jedoch umso mehr entfesselt. Bald darauf reist Flanagan an, um sich den Spielfilm The Professional anzuschauen, an dem Freestone zuletzt gearbeitet hat. Im Vorführraum überwacht sie den regelmäßig stattfindenden Filmspulenwechsel, für den Walter Mearhead als Filmvorführer zuständig ist. Unter einem Vorwand schickt sie Mearhead in das Archiv und verspricht, die Überblendung selbst vornehmen zu wollen. Nachdem sie sich durch das Verstellen der Restlaufzeit am Projektor ein Alibi verschafft hat, eilt sie unerkannt in McAndrews’ Büro und erschießt ihren Ex-Partner. Die Waffe versteckt sie auf der Deckenverkleidung der Fahrstuhlkabine. Gerade noch rechtzeitig vor Mearheads Rückkehr erreicht sie wieder den Vorführraum und wirft den getragenen Cutter-Handschuh gezwungenermaßen auf den Boden. Kurze Zeit später verbreitet sich die Nachricht von McAndrews’ Ermordung.
Am nächsten Tag laufen die polizeilichen Ermittlungen unter Columbo auf Hochtouren. Der Inspektor ist davon überzeugt, dass Täter und Opfer sich gekannt haben müssen, weil McAndrews auf der Couch liegend seine Brille nicht aufgesetzt hatte, um eine potenziell fremde Person näher in Augenschein nehmen zu können. Obwohl Freestone zahlreiche Drohbriefe von Kritikern des Senders präsentiert, komme aufgrund der hohen Sicherheitsvorkehrungen im Gebäude nur ein Insider in Betracht. Flanagan bittet Freestone indes, McAndrews’ Aufgaben kommissarisch zu übernehmen. Anschließend lässt sich Columbo von Mearhead die Überblendtechnik erklären und Freestones Schilderung der Ereignisse bestätigen. Dabei entdeckt er den weggeworfenen Handschuh im sonst aufgeräumten Projektorraum und nimmt ihn zur weiteren Untersuchung an sich. Derweil muss Freestone eine Auseinandersetzung zwischen dem Regisseur einer kurz bevorstehenden Live-Show und der labilen Hauptdarstellerin Valerie Kirk schlichten, mit der sie befreundet ist. Bei einer Befragung bestätigt Flanagan dem Inspektor, er hätte mit McAndrews’ Zustimmung keine Einwände gegen Freestone als dessen Nachfolgerin gehabt. Doch Columbo kann sich dienstliche Gründe allein nicht als Motiv für die Tat vorstellen, zumal er in McAndrews’ Strandhaus einen Zettel mit Notizen zu dem erworbenen Sportwagen findet und außerdem einen gereinigten Damenblazer in Empfang nimmt, der – wie sich später herausstellt – speziell für Freestone angefertigt wurde.
Da Kirk nach einer Drogeneskapade nicht in der geplanten Show auftreten kann, beschließt Freestone, ersatzweise den thematisch unpassenden Film The Professional auszustrahlen. Am Abend beobachtet Columbo zufällig einen entscheidenden Ausschnitt aus diesem Film im Zusammenhang mit einem Überblendzeichen. Er erinnert sich an Mearheads Bemerkung, er habe diese Szene am Mordabend unmittelbar nach dem Gang in das Archiv auch gesehen. Demnach hätte Freestone eine Gelegenheit zur Ausführung des Verbrechens gehabt. Ihr geplatztes Alibi veranlasst den Inspektor, die Verdächtige in ihrem Büro mit den Vermutungen über ihr Verhältnis zu McAndrews zu konfrontieren. Nach dem aufschlussreichen Gespräch betreten beide den Aufzug. Dort sieht Freestone durch das transparente Kabinendach die verräterische Silhouette einer Waffe. Draußen angekommen, verabschiedet sie sich unvermittelt vom Inspektor und geht zurück in das Gebäude. Es gelingt ihr, das Beweisstück von der Verkleidung zu fischen und auf dem Weg zu einem Drehort in einem Straßenablauf zu entsorgen. Im Anschluss fordert Flanagan sie bei einem vertraulichen Gespräch auf, aufgrund diverser Fehlentscheidungen in ihrer Verantwortung bis zum Ende des Monats zu kündigen. Columbo verfügt nun über genügend Indizien, um Freestone zu verhaften. Auf dem Handschuh aus dem Projektorraum befinden sich Schmauchspuren. Darüber hinaus hatte die Polizei die tatsächliche Mordwaffe bereits am Nachmittag gefunden und durch eine andere ersetzt. Videoaufnahmen vom Austausch und vom Kabinendach direkt nach Freestones zweiter Fahrt mit dem Aufzug beweisen, dass nur sie die Waffe entfernt haben kann. Bei der Festnahme zeigt sie keine Reue und kündigt an, weiterzukämpfen.

## Besetzung und Synchronisation
Die erste deutschsprachige Synchronfassung entstand im Jahr 1984 bei der Studio Hamburg Synchron nach einem Dialogbuch von Peter Kirchberger. 1992 wurde für RTL eine zweite Fassung von Peter Woratz bei der Neue Tonfilm München eingespielt.
| Figur                     | Darsteller           | Deutscher Sprecher (ARD 1984) | Deutscher Sprecher (RTL 1992) |
| ------------------------- | -------------------- | ----------------------------- | ----------------------------- |
| Lieutenant Columbo        | Peter Falk           | Klaus Schwarzkopf             | Horst Sachtleben              |
| Gaststars                 |                      |                               |                               |
| Katherine „Kay“ Freestone | Trish Van Devere     | Almut Eggert                  | Anita Lochner                 |
| Mark McAndrews            | Laurence Luckinbill  | Hans Sievers                  | Berno von Cramm               |
| Walter Mearhead           | James McEachin       |                               |                               |
| Luther                    | Ron Rifkin           |                               | Stephan Rabow                 |
| Valerie Kirk              | Lainie Kazan         |                               |                               |
| Fernsehtechniker          | Bruce Kirby          |                               | Peter Thom                    |
| Jonathan                  | Kenneth Gilman       |                               | Ekkehardt Belle               |
| Frank Flanagan            | Patrick O’Neal       | Heinz Petruo                  | Herbert Weicker               |
| Weitere Darsteller        |                      |                               |                               |
| Aufnahmeleiter            | Milt Kogan           |                               |                               |
| Madge                     | Dee Timberlake       |                               |                               |
| Pete Cockrum              | Don Eitner           | Wolfgang Draeger              |                               |
| Ames                      | Morgan Upton         | Joachim Richert               |                               |
| Al Staley                 | Joe Warfield         | Dénes Törzs                   |                               |
| Produzent                 | George Skaff         |                               |                               |
| Sergeant Burke            | Jerome Guardino      |                               | Tonio von der Meden           |
| Masseur                   | Hard Boiled Haggerty | Jochen Sehrndt                | Gernot Duda                   |

## Rezeption
Die Fernsehzeitschrift TV Spielfilm vergab eine positive Wertung (Daumen hoch): „Columbo hat seine musischen fünf Minuten! […] Gewohnt überzeugend, obwohl das Skript diesmal einige Logiklöcher hat.“
Der Autor Michael Striss wertete mit zwei von vier Sternen (durchschnittlich). Er kritisierte die Langatmigkeit der Inszenierung und die schauspielerisch nicht überzeugend vermittelte Motivation für den Mord: „Für eine Langfolge ist das gesamte Tempo etwas schleppend. Auch Trish Van Devere bleibt in ihrer Darstellung blass und leidenschaftslos, so dass sich die Frage stellt, welche Gefühlsregungen sie eigentlich zu der Tat veranlassten. […] Amüsanterweise endet der Film mit einem Überblendzeichen, das im Verlauf der Handlung eine nicht unwesentliche Rolle spielte.“
Der Autor Uwe Killing zog Parallelen zur realen Entwicklung der Medien gegen Ende der 1970er-Jahre: „Bezeichnenderweise hat sie [die Episode] das Haifischbecken der Fernsehwelt zum Thema. Dort hatte sich Ende der siebziger Jahre das Klima verändert. Serien waren ein lukratives Geschäft auf dem international boomenden TV-Markt, es herrschte ein Hauen und Stechen, ein Quotenkrieg, und in den Sendern brachten sich überall Karrieristen in Stellung. Dass sie so weit gehen würden, für ihr Prestige auch zu töten, war natürlich Fiktion. Dennoch gab es jede Menge Konflikte im Umfeld dieser vorerst letzten Columbo-Produktionen, und man konnte davon ausgehen, dass die Macher von Mord in eigener Regie vieles von ihrem persönlichen Frust und auch Interna aus ihrer umkämpften Branche hier einfließen ließen. In einer Szene wird Columbo beim Betreten eines Studios von den dort installierten Kameras eingefangen. In ungewöhnlich schneller Schnittfolge erscheint dann sein Bild auf unzähligen Monitoren im Schneideraum: Columbo wirkt völlig verwirrt. Es ist eine Umgebung, in der er sich kaum noch zurechtfindet.“
Der Autor Mark Dawidziak analysierte: „Mord in eigener Regie ist wie die meisten der zweistündigen Episoden zeitweise etwas langwierig und die schlechteste der fünf für die siebente Staffel produzierten Sendungen. Der Krimi ist nicht nur uneinheitlich, er erinnert auch zu sehr an frühere Columbo-Auftritte (Ein gründlich motivierter Tod, Mord im Bistro, Tödliches Comeback). Schauplatz ist erneut die Welt des Showbusiness, obwohl es sich diesmal um kommerzielles Fernsehen handelt, das einige satirische Seitenhiebe erdulden muss. Es gibt heftige Diskussionen über das häufig missbrauchte Family-Hour-Konzept (ein Humor, der mittlerweile etwas veraltet wirkt) sowie Gewalt im Fernsehen (angemessen, da Columbo stolz darauf war, eine gewaltfreie Serie zu sein). Sogar einige Indizien sind etwas dürftig. Columbo findet den Handschuh, den Kay trug, als sie auf Mark geschossen hat, und macht sich nicht die Mühe herauszufinden, ob er Schmauchspuren aufweist. Dies hätte die Verdächtigen sofort auf die beiden Personen im Vorführraum eingegrenzt. Während die Mitte langweilig ist, sind die Eröffnungs- und Schlusssequenzen grandios. Das Finale ist ein großartig geschnittenes Ballett fantasievoller Videotechniken. Die schräge Musik und die schnellen Schnitte fangen Kays wachsende Panik wirkungsvoll ein. Die Mauern ihrer elektronischen Welt schließen sich um sie herum.“